# Vilijampolė

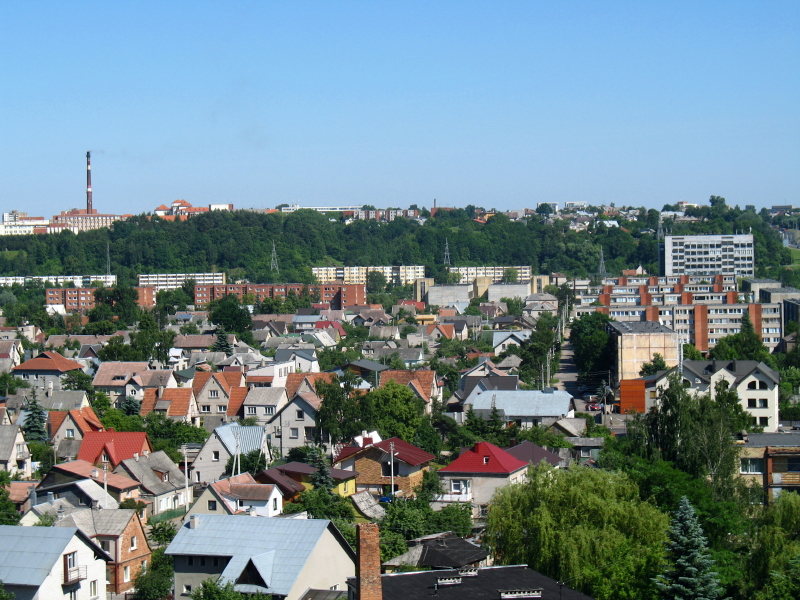
Imagen del distrito

Vilijampolė (conocido popularmente como: Slabotkė) es un barrio lituano de Kaunas situado a la orilla derecha de los ríos Neris y Niemen a pocos km de sus afluentes.
Tiene una superficie de 1.720 ha con una población aproximada de 32.000 habitantes.
En la zona se encuentran instituciones judías para la enseñanza del Talmud como Slabodka y Knesses Yisrael. Durante la invasión alemana se estableció el gueto de Kovno. También hay dos puentes que cruzan el Neris y conectan el distrito con el centro de la ciudad: el Petras Vileišis con el casco antiguo y el Varniai con el barrio de Žaliakalnis.